# Застава Нунавута
Застава Нунавута проглашена је 1. априла 1999. године, истовремено са проглашењем територије. Централни део заставе заузима инукшук, инуитски земљишни камен-међаш. Леви део је златне боје а десни беле. У десном горњем зглу налази се плава звезда, симбол како звезда Северњаче тако и вођства старешина над индијанским заједницама. Боје на застави представљају богатства земље, мора и неба (мада се мора рећи да та богатства нису на завидном нивоу).